# Acacia macrocephala
Acacia macrocephala é uma espécie de leguminosa do gênero Acacia, pertencente à família Fabaceae.